# South African Open
Il South African Open è un torneo di tennis che si disputava a Johannesburg in Sudafrica. Nato nel 1891 come South African Championships è stato sospeso nel 1995 a causa della mancanza di fondi. Nel 2009 è tornato a far parte dell'ATP World Tour 250 series con il nome di SA Tennis Open, ma il torneo è stato cancellato a partire dal 2012.

## Albo d'oro

### Singolare maschile
| Anno | Vincitore            | Finalista            | Punteggio               |
| ---- | -------------------- | -------------------- | ----------------------- |
| 1972 | John Newcombe        | John Alexander       | 6–2, 7–6                |
| 1973 | Jimmy Connors        | Arthur Ashe          | 6–4, 7–6, 6–3           |
| 1974 | Jimmy Connors        | Arthur Ashe          | 7–6, 6–3, 6–1           |
| 1975 | Harold Solomon       | Brian Gottfried      | 6–2, 6–4, 5–7, 6–1      |
| 1976 | Harold Solomon       | Brian Gottfried      | 6–2, 6–7, 6–3, 6–4      |
| 1977 | Guillermo Vilas      | Buster Mottram       | 7–6, 6–3, 6–4           |
| 1978 | Tim Gullikson        | Harold Solomon       | 2–6, 7–6, 7–6, 6–7, 6–4 |
| 1979 | Andrew Pattison      | Víctor Pecci         | 2–6, 6–3, 6–2, 6–3      |
| 1980 | Kim Warwick          | Fritz Buehning       | 6–2, 6–1, 6–2           |
| 1981 | Vitas Gerulaitis     | Jeff Borowiak        | 6–4, 7–6, 6–1           |
| 1982 | Vitas Gerulaitis     | Guillermo Vilas      | 7–6, 6–2, 4–6, 7–6      |
| 1983 | Johan Kriek          | Colin Dowdeswell     | 6–4, 4–6, 1–6, 7–5, 6–3 |
| 1984 | Eliot Teltscher      | Vitas Gerulaitis     | 6–3, 6–1, 7–6           |
| 1985 | Matt Anger           | Brad Gilbert         | 6–4, 3–6, 6–3, 6–2      |
| 1986 | Amos Mansdorf        | Matt Anger           | 6–3, 3–6, 6–2, 7–5      |
| 1987 | Pat Cash             | Brad Gilbert         | 7–6, 4–6, 2–6, 6–0, 6–1 |
| 1988 | Jakob Hlasek         | Christo van Rensburg | 6–7, 6–4, 6–1, 7–6      |
| 1989 | Christo van Rensburg | Paul Chamberlin      | 6–4, 7–6, 6–3           |
| 1990 | Non disputato        | Non disputato        | Non disputato           |
| 1991 | Non disputato        | Non disputato        | Non disputato           |
| 1992 | Aaron Krickstein     | Aleksandr Volkov     | 6–4, 6–4                |
| 1993 | Aaron Krickstein     | Grant Stafford       | 6–3, 7–6                |
| 1994 | Markus Zoecke        | Hendrik Dreekmann    | 6–4, 6–1                |
| 1995 | Martin Sinner        | Guillaume Raoux      | 6–1, 6–4                |

### Doppio maschile
| Anno      | Vincitori                             | Finalisti                         | Punteggio                 |               |
| --------- | ------------------------------------- | --------------------------------- | ------------------------- | ------------- |
| 1972      | John Newcombe Fred Stolle             | Terry Addison Bob Carmichael      | 6–3, 6–4                  |               |
| 1973      | Arthur Ashe Tom Okker                 | Lew Hoad Robert Maud              | 6–2, 4–6, 6–2, 6–4        |               |
| 1974      | Bob Hewitt Frew McMillan              | Tom Okker Marty Riessen           | 7–6, 6–4, 6–3             |               |
| 1975      | Bob Hewitt Frew McMillan              | Karl Meiler Charlie Pasarell      | 7–5, 6–4                  |               |
| 1976      | Brian Gottfried Sherwood Stewart      | Juan Gisbert Stan Smith           | 1–6, 6–1, 6–2, 7–6        |               |
| 1977      | Robert Lutz Stan Smith                | Peter Fleming Raymond Moore       | 6–3, 7–5, 6–7, 7–6        |               |
| 1978      | Peter Fleming Raymond Moore           | Bob Hewitt Frew McMillan          | 6–3, 7–6                  |               |
| 1979      | Bob Hewitt Frew McMillan              | Mike Cahill Christopher Mottram   | 1–6, 6–1, 6–4             |               |
| 1980      | Robert Lutz Stan Smith                | Heinz Günthardt Paul McNamee      | 6–7, 6–3, 6–4             |               |
| 1981      | Terry Moor John Yuill                 | Fritz Buehning Russell Simpson    | 6–3, 5–7, 6–4, 6–7, 12–10 |               |
| 1982      | Brian Gottfried Frew McMillan         | Shlomo Glickstein Andrew Pattison | 6–2, 6–2                  |               |
| 1983      | Steve Meister Brian Teacher           | Andrés Goméz Sherwood Stewart     | 6–7, 7–6, 6–2             |               |
| 1984      | Tracy Delatte Francisco González      | Steve Meister Eliot Teltscher     | 7–6, 6–1                  |               |
| 1985      | Colin Dowdeswell Christo van Rensburg | Amos Mansdorf Shahar Perkiss      | 3–6, 7–6, 6–4             |               |
| 1986      | Mike De Palmer Christo van Rensburg   | Andrés Gómez Sherwood Stewart     | 3–6, 6–2, 7–6             |               |
| 1987      | Kevin Curren David Pate               | Eric Korita Brad Pearce           | 6–4, 6–4                  |               |
| 1988      | Kevin Curren David Pate               | Gary Muller Tim Wilkison          | 7–6, 6–4                  |               |
| 1989      | Luke Jensen Richey Reneberg           | Kelly Jones Joey Rive             | 6–0, 6–4                  |               |
| 1990-1991 | non disputato                         | non disputato                     | non disputato             | non disputato |
| 1992      | Pieter Aldrich Danie Visser           | Wayne Ferreira Piet Norval        | 6–4, 6–4                  |               |
| 1993      | Lan Bale Byron Black                  | Johan de Beer Marcos Ondruska     | 7–6, 6–2                  |               |
| 1994      | Marius Barnard Brent Haygarth         | Ellis Ferreira Grant Stafford     | 6–3, 7–5                  |               |
| 1995      | Rodolphe Gilbert Guillaume Raoux      | Martin Sinner Joost Winnink       | 6–4, 3–6, 6–3             |               |

### Singolare femminile
| Anno      | Vincitrice         | Finalista        | Punteggio       |
| --------- | ------------------ | ---------------- | --------------- |
| 1968      | Margaret Court     | Virginia Wade    | 6–4, 6–4        |
| 1969      | Billie Jean King   | Nancy Richey     | 6–3, 6–4        |
| 1970      | Margaret Court     | Billie Jean King | 6–4, 1–6, 6–3   |
| 1971      | Margaret Court     | Evonne Goolagong | 6–3, 6–1        |
| 1972      | Evonne Goolagong   | Virginia Wade    | 4–6, 6–3, 6–0   |
| 1973      | Chris Evert        | Evonne Goolagong | 6–3, 6–3        |
| 1974      | Kerry Melville     | Dianne Fromholtz | 6–3, 7–5        |
| 1975      | Annette du Plooy   | Brigitte Cuypers | 6–3, 3–6, 6–4   |
| 1976      | Brigitte Cuypers   | Laura DuPont     | 6–7, 6–4, 6–1   |
| 1977      | Linky Boshoff      | Brigitte Cuypers | 6–1, 6–4        |
| 1978      | Brigitte Cuypers   | Linda Siegel     | 6–1, 6–0        |
| 1979      | Brigitte Cuypers   | Tanya Harford    | 7–6, 6–2        |
| 1980      | Lesley Charles     | Rene Uys         | 7–5, 6–4        |
| 1981      | Kathleen Horvath   | Kathy Rinaldi    | 7–6, 6–4        |
| 1982–1983 | Non disponibile    | Non disponibile  | Non disponibile |
| 1984      | Chris Evert-Lloyd  | Andrea Jaeger    | 6–3, 6–0        |
| 1985      | Non disponibile    | Non disponibile  | Non disponibile |
| 1986      | Dinky van Rensburg | Rene Mentz       | 6–3, 6–1        |
| 1987      | Gretchen Magers    | Louise Allen     | 6–7, 7–6, 6–4   |
| 1988–1995 | Non disputato      | Non disputato    | Non disputato   |

### Doppio femminile
| Anno | Vincitrici                                   | Finaliste                                        | Punteggio     |
| ---- | -------------------------------------------- | ------------------------------------------------ | ------------- |
| 1972 | Evonne Goolagong Cawley Helen Gourlay-Cawley | Kristien Shaw-Kemmer Joyce Barclay-Williams-Hume | 6–1, 6–4      |
| 1973 | Linky Boshoff Ilana Kloss                    | Chris Evert Virginia Wade                        | 7–6, 2–6, 6–1 |
| 1974 | Ilana Kloss Kerry Melville Reid              | Margaret Smith-Court Dianne Fromholtz Balestrat  | 6–3, 7–5      |
| 1976 | Laura Dupont Val Ziegenfuss                  | Yvonne Vermaak Liz Vlotman                       | 6–1, 6–4      |